# Guainville
Guainville – miejscowość i gmina we Francji, w Regionie Centralnym, w departamencie Eure-et-Loir.
Według danych na rok 1990 gminę zamieszkiwało 555 osób, a gęstość zaludnienia wynosiła 39 osób/km² (wśród 1842 gmin Regionu Centralnego Guainville plasuje się na 640. miejscu pod względem liczby ludności, natomiast pod względem powierzchni na miejscu 921.).